# Natriumtetrafluoroborat
Natriumtetrafluoroborat ist eine chemische Verbindung aus der Gruppe der Tetrafluoroborate.

## Gewinnung und Darstellung
Wie die meisten der üblichen Tetrafluoroborate kann Natriumtetrafluoroborat durch Reaktion bzw. Neutralisation von Natriumhydroxid oder Natriumcarbonat mit der Tetrafluoridoborsäure umgesetzt werden.
{\displaystyle \mathrm {NaOH+HBF_{4}\longrightarrow NaBF_{4}+H_{2}O} }
{\displaystyle \mathrm {Na_{2}CO_{3}+2\ HBF_{4}\longrightarrow 2\ NaBF_{4}+H_{2}O+CO_{2}} }

## Eigenschaften
Natriumtetrafluoroborat ist ein nicht brennbarer weißer kristalliner Feststoff, welcher sehr leicht in Wasser löslich ist und sich dabei langsam zersetzt.

## Verwendung
Natriumtetrafluoroborat wird  auch als Schutzmittel beim Sandformgießen von Magnesiumlegierungen genannt. Üblicher ist aber die Verwendung von Borsäure als Zusatz zur Formsandmischung.
Alkalimetallfluoroborate allgemein werden in Flussmitteln für Lötung und Hartlötung verwendet und als Katalysatoren in organischen Synthesen und Polymerisationsreaktionen eingesetzt. 
In Aluminiumgiessereien werden die Fluoroborate, ebenso wie die Fluorotitanate, den Schmelzen als Bestandteil von Produkten zur kornfeinenden Gefügebeeinflussung zugesetzt (siehe Schmelzebehandlung).